# Charles Lanrezac
Charles Louis Marie Lanrezac, né le 30 juillet 1852 à Pointe-à-Pitre et mort le 18 janvier 1925 à Neuilly-sur-Seine, est un général français qui s'est notamment illustré lors de la phase initiale de la Première Guerre mondiale, comme commandant la 5e armée française. En août et septembre 1914, il participe à la tête de la 5e armée française aux batailles de Charleroi et de Guise face aux assauts de l'armée allemande. Des résultats de cette dernière découleront une grande partie des conditions du succès de la bataille de la Marne.

## Biographie

### Origine
Charles Louis Marie Lanrezac naît le 30 juillet 1852 rue Royale à Pointe-à-Pitre en Guadeloupe, de Victor Lanrezac et Marie Louise Lise Dutan. Il est baptisé le 7 novembre 1852 dans l'église de Port-Louis (Guadeloupe).
Sa famille, issue de la petite noblesse toulousaine, les Quinquiry d'Olive de Cazernal, a émigré à Hambourg durant la Terreur. À des fins d'anonymat, « Cazernal » est l'anacyclique de son nom de famille. « Cazernal » est lui-même issu d'une mauvaise transcription de Cabanial, fief de sa famille, il est à noter également que le mot "cazernal" existe en ancien occitan, il signifie " registre, cahier"[réf. incomplète]. Son père est officier d'infanterie de marine issu du rang. Il reçoit du préfet de la Manche une bourse pour étudier alors que son père est en garnison à Cherbourg.

### Pendant la guerre de 1870
Entré au Prytanée militaire de La Flèche en 1863, il en est renvoyé en 1868 car il veut présenter simultanément le baccalauréat et le concours d'entrée à Saint-Cyr contre l'avis de ses professeurs. Il termine son année scolaire à Cherbourg, où il est reçu au baccalauréat avec la mention "très bien" et, la même année, après avoir obtenu une dispense d'âge pour présenter le concours, est admis à l'École impériale spéciale militaire de Saint-Cyr en septembre 1869 avec le classement de 75e sur 250 admis. Sortant de Saint-Cyr dès 1870 avec le grade de sous-lieutenant, il rejoint le 13e régiment d'infanterie. Il est présent au 30e régiment de marche du 15e corps d'armée appartenant à l'Armée de la Loire. Il participe aux combats de Coulmiers, le 9 novembre 1870, puis aux combats autour d'Orléans, le 24 novembre 1870.
En janvier 1871, son corps rejoint l'armée de l'Est du général Bourbaki dont la mission est de dégager Belfort et prendre les Prussiens à revers en Alsace. Il participe aux combats d'Héricourt du 15 au 17 janvier. Puis son unité se porte sur Besançon pour protéger la retraite de l'armée et échappe à l'internement en Suisse, à l'issue du combat de Larnod, le 20 janvier 1871,.

### Carrière et doctrine stratégique
À l'issue du conflit, il reprend ses études à l'École spéciale militaire de Saint-Cyr dont il ressort 140e sur 176. Le 16 juillet 1871, il est affecté au 30e régiment d'infanterie à Annecy comme lieutenant. Il est promu capitaine le 21 février 1876 et muté au 24e régiment d'infanterie à Paris, il entre à l'École supérieure de guerre le 3 novembre 1877 et en ressort breveté d'état-major 12e sur 72 en 1879. Le 25 octobre 1880, il est nommé professeur adjoint d'art militaire à l'École spéciale militaire. Le 5 novembre 1884, il est promu chef de bataillon et muté au 113e régiment d'infanterie à Blois. Le 15 juin 1886, il est envoyé comme stagiaire au sein de l'état-major de la brigade d'occupation de la Tunisie puis titularisé le 31 août 1887. Le 22 avril 1892, il est nommé professeur adjoint d'histoire militaire, de stratégie et de tactique générale à l'École supérieure de guerre, promu chef de bataillon à l'ancienneté et rattaché au 115e régiment d'infanterie à Mamers. En 1898, il est promu lieutenant-colonel et nommé sous-directeur des études de l'École supérieure de guerre. En 1901, il est promu colonel et reçoit le commandement du 119e régiment d'infanterie à Louviers. En mars 1906, il commande par intérim la 43e brigade d'infanterie à Vannes qu'il commande pleinement lorsqu'il est promu général de brigade en juin 1906.
Professeur, puis commandant en second de l'École supérieure de guerre, Charles Lanrezac apparaît alors comme l'un des plus fins stratèges français, mais aussi le moins écouté, à la veille du Premier Conflit mondial. En effet, opposé au recours systématique et préconçu à l'offensive à outrance, il préconise un recours plus fréquent à la manœuvre raisonnée qu'il résume ainsi : « Si chaque commandant de corps subordonné a le droit de bourrer, tête baissée, sur le premier adversaire à sa portée, le commandant en chef est impuissant à exercer la moindre action directrice » ; ce qui est un extrait de l'article "Stratégie" du Dictionnaire militaire dont il fut l'un des collaborateurs.

### Commandant la5eArmée
Lanrezac est placé, en avril 1914, par le généralissime Joffre, qui le connaît et le considère comme l'un de ses plus brillants généraux, à la tête de la 5e Armée française de mobilisation en remplacement de Gallieni ayant atteint la limite d'âge. Cette nomination s'accompagne en outre de son entrée au Conseil supérieur de la guerre, dont il devient, à 61 ans, le benjamin. Dans ses mémoires (p. 204), le généralissime écrit : « mon attention avait depuis longtemps été attirée sur le général Lanrezac, par les hautes qualités d'intelligence, d'activité, d'initiatives, de sens de la manœuvre dont il avait fait preuve au cours des travaux sur carte et des exercices sur le terrain. Nul ne sembla mieux préparé que lui au commandement de la 5e armée, celle dont la manœuvre serait la plus délicate à mener, celle à laquelle il serait dévolu un rôle essentiellement variable selon les circonstances ». Avant la déclaration de guerre, par un mémoire du 30 juillet 1914, il attire l'attention du généralissime Joffre sur le danger de voir les armées allemandes déboucher au nord de la Meuse et de la Sambre. Il finit par le convaincre et porte ses troupes (290 000 hommes) sur le front de Charleroi.
Lors de la bataille de Charleroi du 21 au 23 août 1914 (qui s'inscrit dans la bataille des frontières), de violents combats ont lieu à maints endroits sur la rivière Sambre : à Tamines, Arsimont, Châtelet, Gozée, Thuin et Lobbes. L'impréparation des armées françaises est flagrante, notamment s'agissant de l'absence d'artillerie lourde. Lanrezac se rend compte du fait que son armée risque de se faire encercler par trois armées allemandes. Lors des combats qui se déroulent autour de Thuin, il prend seul la décision de faire reculer son armée.
Avec le recul, on estime généralement que cette décision de retraite, du 23 août, même si elle confirme une victoire tactique allemande, met en échec stratégiquement le plan Schlieffen-Moltke et lui permet fort probablement de sauver son armée,,. Lors de la bataille de Guise le 29 août, durant laquelle la 5e Armée française est opposée aux Ire et IIe Armées allemandes dans une contre-attaque demandée par Joffre le 27 août, Lanrezac porte un coup d'arrêt partiel à l'ennemi. Il l'oblige à resserrer son dispositif vers l'est. Cette bataille contribue ainsi, indirectement, à la victoire de la bataille de la Marne, 10 jours plus tard.
En effet, la IIe armée (von Bülow) change son axe de déplacement, passant d'une orientation sud-ouest à une direction sud-est pour poursuivre la 5e armée en repli. La Ire armée (von Kluck) lancée sur Amiens doit accomplir une conversion de 90 degrés pour garantir le flanc-garde de Bülow. En effet, il manque aux Allemands les 150 000 hommes et l'artillerie lourde qui sont retenus par le siège de la place forte d'Anvers et qui, s'ils avaient été disponibles sur le front français, auraient pu couvrir Kluck. Pour compenser cette absence, c'est von Bülow qui va offrir son flanc en changeant de cap, ce qui lève la menace qu'il faisait peser sur Paris. La capitale n'est désormais plus sur le passage du coup de faux du plan Schlieffen. La 6e armée (Maunoury) peut alors quitter la défense de Paris, pour s'installer sur le flanc de Kluck et frapper sa droite sur l'Ourcq (premier choc de la bataille de la Marne).

### Le limogeage
Lanrezac est limogé le 3 septembre 1914 par Joffre et remplacé par Franchet d'Esperey.
Selon l'historien militaire Rémy Porte, le général Lanrezac porte une grande responsabilité dans son éviction. « Si les qualités militaires du général Lanrezac ne seront jamais remises en question, son style est davantage sujet à critique : son aspect était rude, son langage parfois vert... »
Dans le cadre général de la retraite, l'une des priorités fixées par Joffre au général Lanrezac était d'assurer à l'aile gauche du dispositif français les meilleures relations possibles sur le terrain avec le corps expéditionnaire britannique (BEF). Le lieutenant-colonel Brécard affirme qu'il est arrivé à Lanrezac, « dans les rapports avec ses voisins britanniques, d'user d'expressions qui n'étaient pas faites pour améliorer leurs relations ».
Le général Spears confirme ce témoignage et raconte en particulier que lors du premier entretien entre Lanrezac et le maréchal French, l'officier britannique demanda au général français si les Allemands étaient susceptibles de franchir la Meuse à Huy. Et Lanrezac de répondre « sèchement », « en se montrant délibérément grossier » :

« Dites au maréchal qu'à mon avis les Allemands sont allés à la Meuse tout simplement pour y pêcher à la ligne... »

Il lui est reproché, entre autres, sa mésentente avec le maréchal anglais French, ainsi qu'une lenteur d'exécution sur l'ordre de contre-attaque à Guise, justifiée par le général Lanrezac par un temps de préparation nécessaire mais perçue par Joffre comme un temps d'hésitation.
Quelques jours après son limogeage, Lanrezac est envoyé à Bordeaux, avec pour mission (rédigée par Alexandre Millerand, ministre de la Guerre) de constituer une armée de 200 000 hommes. Armée, qui regroupée à Orléans, devait être acheminée par train jusqu'à Rouen, puis par voie maritime à Anvers ; Anvers qui résistait toujours aux Allemands. Le but de ce débarquement aurait été de couper l'axe de ravitaillement de l'ennemi, entre Anvers et Liège. Malheureusement, le G.Q.G. qui avait une autre vue stratégique, privilégia une attaque pour contourner l'aile droite allemande. Cette offensive nommée Bataille de l'Aisne  n'eut pas l'effet escompté, les Allemands ayant eu le temps d'élaborer des lignes de défense, prélude à la guerre des tranchées. D'autre part, Anvers avait dû capituler entretemps, le 10 octobre 1914, livrant 3 000 pièces d'artillerie à l'ennemi.

### La fin de sa vie
Atteint de diabète et désabusé, il refuse, en 1917, le poste de major général des armées que lui propose Paul Painlevé, alors ministre de la Guerre.
Lanrezac publie, après la guerre, un pamphlet contre Joffre. Peu de temps avant de mourir, il exprime ses regrets : « À la place du général Joffre, j'aurais agi comme lui ; nous n'avions pas la même manière de voir les choses, ni du point de vue tactique, ni du point de vue stratégique ; nous ne pouvions pas nous entendre (…) J'étais bien décidé à ne pas attaquer le généralissime, car je n'avais pas le droit de juger ses actes sur les autres parties du champ de bataille ».
Marié à Louise Marie Dutan, il meurt le 18 janvier 1925 à son domicile du 209 ter avenue de Neuilly à Neuilly-sur-Seine. Ses obsèques sont célébrées le 22 janvier suivant en l'église Saint-Jean-Baptiste de Neuilly.

## Distinctions
- Grand-croix de la Légion d'honneur par décret du 1er septembre 1924
  -  Grand officier de la Légion d'honneur, le 3 juillet 1917 au motif : « A commandé, au cours des premières opérations de la campagne, une armée qui a eu à supporter le choc de masses ennemies très supérieures en nombre. Par sa science militaire et l'habileté de son commandement a réussi à exécuter une manœuvre des plus difficiles au cours de laquelle il a remporté des succès marqués et a rendu au pays les plus éminents services ».
  -  Commandeur de la Légion d'honneur par décret du 11 juillet 1912
  -  Officier de la Légion d'honneur par décret du 11 juillet 1900
  -  Chevalier de la Légion d'honneur par décret du 28 décembre 1888
- Officier de l'Instruction publique

### Décorations étrangères
- Commandeur de l'ordre des Saints-Maurice-et-Lazare (Italie)
- Grand-croix de l'ordre de la Couronne en mai 1923 (Belgique)
- Croix de guerre 14-18 avec palme (Belgique)

## Œuvres
- La Manœuvre de Lützen, 1813, Paris, Berger-Levrault, 1904, 279 p. (lire en ligne), prix Marcelin Guérin de l’Académie française en 1908
- Le Plan de campagne français et le premier mois de la guerre (2 août - 3 septembre 1914), Paris, Payot, 1920, 285 p. (lire en ligne)

### Vidéographie
- Frères d'armes - Charles Lanrezac, série Frères d'armes, film-portrait raconté par Karole Rocher, co-réalisé par Pascal Blanchard et Rachid Bouchareb, 2016, 2 minutes. [voir en ligne]

## Hommages posthumes
Une rue de Paris, située près de l'Arc de triomphe, porte son nom depuis 1925. Neuilly-sur-Seine a une petite rue du Général Lanrezac. Marseille a un boulevard Général Lanrezac. Saint-Malo possède une avenue du Général-Lanrezac et Nantes une rue Général-Lanrezac.Charleroi a une rue du Général Lanrezac.